# 瑞士 (佛羅里達州)
瑞士（英語：Switzerland）是位於美國佛羅里達州聖約翰斯縣的一個非建制地區。該地的面積和人口皆未知。

## 地理
瑞士的座標為30°04′34″N 81°38′50″W / 30.07611°N 81.64722°W，而該地的平均海拔高度為7米（即23英尺）。